# يو إف سي 28
يو إف سي 28: عالية المخاطر (بالإنجليزية: UFC 28: High Stakes)‏ هو حدث لفنون القتال المختلطة نظمته يو إف سي، أُقيم في 17 نوفمبر 2000، على مارك جي إيتيس أرينا في ترامب تاج محل في أتلانتيك سيتي، نيوجيرسي، الولايات المتحدة.